# Caricom Private Sector Organization
De Caricom Private Sector Organization (CPSO) is een Caribische instelling in Saint Michael, Barbados.
De CPSO werd opgericht in het kader van de vorming van de Caricom Interne Markt en Economie (CSME), met het doel diensten te leveren die de private sector, in het bijzonder het bedrijfsleven, mobiliseert en vooruithelpt binnen de CSME. De organisatie wil bijdragen aan een grotere en efficiëntere markt met een vrij verkeer van mensen, goederen, diensten, ideeën, technologie en kapitaal.
De oprichting werd in 2019 overeengekomen tijdens de conferentie van regeringshoofden van de Caricom in Saint Lucia. De feitelijke oprichting vond plaats in 2020. Het is geen onderdeel van de Caricom, maar een geassocieerde instelling.
De organisatie heeft vier organen: Het General Membership vormt het hoogste besluitvormende orgaan en bestaat uit alle leden van de CPSO. Uit de leden wordt de Raad gekozen en daaruit het Uitvoerend Comité van de Raad. Hiernaast is er ondersteuning van een technisch secretariaat die wordt geleid door een technisch directeur.
In juli 2022 sloot de Kamer van Koophandel en Industrie van Georgetown, Guyana, zich aan als lid. In augustus 2022 sprak de Surinaamse president Chan Santokhi met Patrick Antoine, de voorzitter van het Uitvoerend Comité van de CPSO, over investeringsprojecten in samenwerking met Guyana en Barbados.